# Исељавање Срба из Босне и Херцеговине (Аустроугарска)
Исељавање Срба из Босне и Херцеговина под аустроугарском влашћу представља историјско раздобље исељавања Срба од 1878. до 1918. године када је Босна и Херцеговина била под управом Аустроугарске.
О исељавању Срба из Босне и Херцеговине у доба аустроугарске управе писано је у нашој науци само парцијално. Темељнија истраживања изостала су због тога што су се они исељавали у много мањем броју од Муслимана, па су сеобе Муслимана више заинтригирале истраживаче и тако остављале у сјенци проблематику везану за исељавање Срба. Расположива изворна грађа показује да је у читавом раздобљу аустроугарске управе код дијела босанско-херцеговачких Срба била изражена тежња за исељавањем, али да је број исељених ипак био мали. Опсег и правце њихових сеоба битно су одредиле социјалне и политичке околности у којима су живјели и прилике у сусједној Србији и Црној Гори.
Околност да су Срби били у веома високом проценту кметови пресудно је утицала на низак степен њихове мобилности, па и на исељавање. Мада је кмет био правно слободан и имао могућност да напусти селиште по својој вољи, он се тешко одлучивао на исељавање, јер није поседовао земљу чијом би продајом обезбиједио средства за путовање и за издржавање породице до коначног настањивања. Земаљска влада у Сарајеву тврдила је да хришћански сељак, који је у правилу кмет, постаје „једноставно скитница” кад напусти чифлук, док слободан сељак Муслиман може да прода своју земљу и за њу стекне средства за одлазак и насељавање у Турску.

## Мотиви исељавања
Шири простор за исељавање Срба сужавале су и веома ограничене могућности њиховог насељавања у Србију и Црну Гору. Као независне државе и земље слободног сељачког посједа, оне су стално привлачиле погледе оних који су из различитих мотива жељели да напусте родна огњишта и да у њима заснују нов, слободан и спокојан живот. Али, исељавање у Црну Гору није било могуће из економских разлога, јер је оскудица у обрадивој земљи присиљавала и саме Црногорце да се масовно исељавају, што је учинило Црну Гору једним од најактивнијих емиграционих жаришта на балканском простору. Услови за насељавање у Србију били су повољни након ослобођења јужне Србије 1878. године и исељавања Муслимана са тога простора. Ту територију су највише насељавали Срби из Старе Србије и Црногорци, а мањим дијелом Срби из Босне и Херцеговине. Када је овдје око 1896. године нестало слободне земље, насељавање је било праћено великим тешкоћама, усљед чега је српска влада почела да спрјечава даље досељавање. Овај мотив, међутим, није био једини и мјеродаван када су били у питању досељеници из Босне и Херцеговине. Када се о њима радило, досељавање им је спрјечавано у првом реду из националних разлога. Званичан став српске владе био је да се не слаби српски елеменат у Босни и Херцеговини исељавањем. Исти став имала је и према исељавању Муслимана, јер је постојала оправдана бојазан да би исељавање из Босне и Херцеговине отворило широк простор за насељавање страног елемента из Монархије, чиме би се умањиле могућности за ослобођење и уједињење српског народа. Отуда је преко српске штампе вршена агитација против исељавања, а на томе је интензивно радило и вођство српског националног покрета у Босни и Херцеговини. Српске власти су често враћале са границе исељенике и интервенисале код аустријских власти да спрјечавају исељавање. Тако је поводом преласка границе код Ужица 1902. године 250 исељеника из Херцеговине министар унутрашњих послова Антонић посјетио аустроугарског посланика у Београду и дао му до знања да би било пожељно да аустријске власти спрјечавају прелазак у Србију већих група исељеника. И представници локалних власти у Србији указивали су досељеницима на штетност исељавања и захтијевали од њих да писмима опомињу своју родбину и пријатеље у старом завичају да се не исељавају.
Овакав став српске владе и српског националног покрета у Босни и Херцеговини сузбијао је покрет за исељавање у Србију и индиректно допринио да се матица исељеничког покрета босанско-херцеговачких Срба усмјери почетком 20. вијека у Америку.
У позадини исељавања било у Црну Гору, било у Србију и Америку стајали су различити мотиви, од којих су основни политички и економски. Српски народ у Босни и Херцеговини примио је окупацију са огорчењем и са њом се није мирио све до слома Аустроугарске. Незадовољство окупацијом било је утолико веће што нова управа није ријешила основно социјално питање – аграрно питање, које је највише притискало српски народ с обзиром на чињеницу да се њихов највећи дио налазио у кметском положају. Отуда су многи појединци, притиснути социјалном биједом и уз то праћени неповјерењем и неправдама власти због опозиционог држања, једини излаз тражили и налазили у исељавању.
Као посљедицу политичког и другог насиља српски народ у Босни и Херцеговини доживљује масовно избјеглиштво већу у устанку од 1875. до 1878. године. Према неким подацима, избјегло је у току устанка у сусједне југословенске земље око 230.000 људи, што је износило петину укупног становништва у Босни и Херцеговини. Након окупације спроведена је репатријација, која је углавном довршена до краја априла 1879. године. Само до половине децембра 1878. године репатрирано је 84.900 избјеглица. Знатан дио избјеглица, који су у огромној већини били Срби, није се уопште вратио, јер није желио да живи у старим аграрним односима, које је аустроугарска управа задржала.
Слично се дешава Србима, само у мањем обиму, у току и након устанка у Херцеговини 1882. године. Из округа Мостар (срезови: Мостар, Коњиц, Невесиње, Гацко, Билећа, Требиње, Љубиње и Столац) пребјегло је од почетка устанка у Црну Гору 2.964 устаника и 1.465 дјеце, жена и стараца. Мада се међу њима налазио знатан број Муслимана, ипак су огромну већину чинили Срби. Према званичним подацима аустријских власти, у Црној Гори се почетком септембра 1882. године налазило, избјеглих из Херцеговине, око 2.800 мушких особа способних да носе оружје од којих су 2.400 били Срби а њих 400 су били Муслимани.
Избјеглице у Црној Гори задавале су велику главобољу босанско-херцеговачкој управи, јер се вјеровало да се потпуна пацификација устаничке области не може остварити докле год велики број устаника борави у њеном сусједству у Црној Гори. Зато се њихова репутација намеће као један од важних предуслова за потпуно успостављање реда и мира и повратак ауторитета окупационе власти у Херцеговини. До априла 1883. године вратила се већина избјеглица, али их је знатан број и даље остао у Црној Гори. Маја 1889. године њих је било, не рачунајући чланове породица, 520. Међу њима су се налазила и 34 Муслимана.

И наредни значајнији политички догађаји били су праћени повећаним исељавањем. Број исељеника, ако се изузму они који су одлазили у Америку и за које се сматрало да су се повремено иселили, нарочито расте у вријеме борбе Срба за црквено-школску аутономију и након анексије Босне и Херцеговине. Тако се, према званичним подацима власти, 1900. године иселило 355 особа, 1902. – 693 и 1909. – 395. Посебно је анексија и анексиона криза изазвала незадовољство, узбуђење и страх за будућност међу Србима, што се манифестовало и порастом покрета за исељавање. У једном конфидентском извјештају из марта 1909. каже се: 
Задњих дана политички догађаји јако су узрујали пучанство. Срби кажу да они невјерују да неће доћи до рата, и чује се да у Херцеговини влада велика узбуђеност, и чим настане прољеће да ће настати велике сеобе у Србији и Црној Гори, особито из Гацка и Невесиња.
 Мада се ова претпоставка није обистинила, ипак је анексија мотивисала шири покрет за исељавање у пограничним срезовима према Црној Гори. Тако се иселило, 1909. године, из среза Билеће 79 особа и из Гацка 255.

Чест мотив исељавања био је избјегавање војне обавезе. Зато се међу исељеницима налазио велики број младих људи, који нису жељели да служе у босанско-херцеговачкој војсци као саставном дијелу војне силе Монархије. Из среза Требиње иселило се од устанка 1882. до 1903. године 717 војних обвезника, и ти 127 Муслимана, који су избјегли у Турску и 524, највећим дијелом српских сељака, који су отишли у Америку. То су, у ствари, били војни бјегунци, који су по прописима о исељавању сматрани неовлашћеним исељеницима. Зато су из страха од законских казни избјегавали да се враћају. Они који су прелазили у Црну Гору тражили су црногорско држављанство, одбијали повратак и изјављивали: 
Нећу се без на силу никад враћати.
И неки поступци локалних власти, праћени политичким и другим притисцима, изазивају незадовољство, подстичући тако исељавање. У жалби невесињских сељака Земаљској влади од 17. јула 1902. године оптужују се власти да стварају раздор између православних и муслимана, да за старјешине села, кнезове и мухтаре, именује људе „начета морала”, да врше јак притисак на имућније и опозиционо расположене људе у Невесињу, да жандармерија поступа сурово и брутално и друго. Несигурност код људи стварала је и снажно развијена конфидентска служба. По селима ту службу су често обављале сеоске старјешине, које су сеоски свијет држале под сталном паском и тиме увећавале њихово неспокојство.

Неријешени аграрни односи и пореске и друге обавезе сељака које је наметала модерна држава стални су извор незадовољства и главни покретач исељавања српског сељаштва. Налазећи се у кметском положају, сељак је оптерећен обавезама и према држави и према земљопосједнику. Држави је давао десетину, а земљопосједнику трећину од свог приноса са земље. Колико год да су те обавезе биле тешке, још више је сељаке оптерећивао систем њиховог убирања и злоупотребе којима је праћен. О томе говоре бројне молбе и жалбе сељака упућиване Земаљској влади. Сељаци су посебно незадовољни начином и висином процјене десетине, плаћањем десетине у новцу, процјеном трећине на основу десетине, злоупотребама и корупцијом процјенитеља десетине и друго. О томе сељаци села среза Босански Нови – Водичево Горње, Водичево Доње, Прусци, Велика Жуљевица, Куљани и Добрљин – кажу у својој жалби упућеној Земаљској влади 19. августа 1900. године сљедеће: 
Од како је Аустрија запосјела Босну и Херцеговину још увијек нам се трећина не олакша. Ми је морамо плаћати и то по стотину пута горе него што смо је плаћали и то по стотину пута горе него што смо је плаћали за отоманске владе. Наша је дужност да плаћамо трећину, али ако је воља спахији он наплати трећину по десетини па се онда од трећине створи половина. Спахији је дозвољено да иде са десетаром, па га примора да пише онолико десетине колико он (спахија) жели. Ако случајно десетар по правди напише десетину, онда му спахија пријети са Зеницом и Црном кућом. Десетина се узима неправедно. Десетар меће ондје гдје је 10 товара, 15 товара. Мјери нам се некаквим кантаром у који ми ништа не знамо. У рачун се узмије сирово жито, па што је најгоре, ево како се процјењује: Десетар изабере из 1.000 снопова највећи, па онда жели да се по ономе снопу изаберу и друга два. Није нама тешко што ми дајемо десетину, али само нека нам се право одређује. Осим тога ми кад плаћамо десетину онда наше 2 оке иду за 1 царску. Ми продамо шљиве по два новчића у нашој чаршији а власт их рачуна по 4 или по 5 новчића. А зар се не би десетина у природи могла давати? Па још што је најгоре ми неможемо радити кад ми хоћемо него ми морамо љетину држати на истом мјесту на коме је и родила док не дође воља десетару и спахији да нашу муку процјене, међутим док њима дође воља дотље наша љетина, која је на несигурним мјестима гњије и пропада. Да наводимо невоље и неправде нијесмо их кадри за много дана навести. Али ипак велимо све на једну страну а трећина сама на другу страну, па је она ипак тежа. Овакве трећине не можемо подносити. Ми смо невољно принуђени, да плачемо заједно са нашом дјечицом и да се свакако патимо. Невоља и неправда тјера нас из наших крајева, да се селимо или да у воду поскачемо.
 Сличан садржај имала је већ споменута жалба невесињских сељака. У њој су поднесени и захтјеви за промјену система убирања десетине и трећине и за отклањање злоупотреба при процјени тих давања.
Оптерећен прекомјерно десетином и трећином, кмет је долазио у тежак, а често и безизлазан економски положај, па је неријетко тражио спас у исељавању. Извјештавајући Земаљску владу о покрету за исељавање Срба у срезу Сански Мост, Окружна област у Бихаћу истиче да су кметови незадовољни високом процјеном десетине, на основу које се одређивала беговима трећина, због чега су неки присиљени да купују жито да би подмирили трећину. Осим тога жалили су се на убирање пореза одмах након жетве, јер их је то присиљавалода продају своје производе у вријеме када су најјефтинији. Отуда су, да би подмирили десетину и трећину, морали да продају већу количину својих производа, тако да им није „ништа преостајало за живот”.

Давање трећине сељаци доживљавају као велику социјалну неправду и као велики терет који спутава њихов просперитет у сваком погледу. Њихов социјални идеал је слободан посјед, а да би га остварили, били су спремни ићи и у далеку туђину. У срезу Приједор неки сељаци су изјављивали: 
Селимо се у Русију, јер нећемо више Турчина да хранимо.

У продор робно-новчаних односа на село повећавао је социјалне проблеме сељака. Сељаку је био потребан новац за плаћање десетине, која је од окупације умјесто у натури давана у новцу. Усљед недостатка новца овакав начин плаћања десетине сељацима никако није одговарао, па су стално захтјевали да десетину подмирују у натури, онако како је то чињено у вријеме турске управе. Како, међутим, власти у том погледу нису попуштале, сељаци су често морали да се уз високе камате задужују код трговца и лихвара да би дошли до новца потребног за плаћање десетине. Уз то су своје производе продали јефтино, а скупо плаћали индустријску робу неопходно за домаћинство. Могућности додатне зараде биле су веома ограничене због неразвијене индустрије. Све је то сиромашило сељаке и доводило их у завистан положај према лихварима и трговцима. Сељаци из Кнежпоља који су одлучили да се иселе жалили су се на трговце говорећи: 
Трговац нас огули.
У таквим социјалним условима у којима је живио српски сељак могла се појавити и агитација као један од мотива исељавања. Аустријске власти су том мотиву често придавале превелики значај, највише због тога да би умањиле властиту одговорност за исељавање. Неоспорно је да је исељавања било и под утицајем агитује појединаца, који су из опозиције према власти или из других разлога подстицали исељавање, али је сигурно и то да би њен домет био далеко мањи да је српски народ у Босни и Херцеговини живио у повољнијим политичким и економским условима.
Вођени свим споменутим мотивима, Срби из Босне и Херцеговине исељавају се у Црну Гору, Србију и Америку.

## Исељавање у Црну Гору, Србију и у друге европске и прекоокеанске земље

### Исељавање у Црну Гору
У Црну Гору су исељавали, ако се изузму избјеглице у већем броју у устанку 1882. године у Херцеговини и у току анексионе кризе, углавном ријетки појединци или мање групе. Тако се, према званичним подацима иселило у Црну Гору 1885. године 7 породица са 16 чланова, 1890. године 10 особа, 1891. године године 3 особе, 1908. године 2 особе, 1911. године 2 особе такође. За вријеме анексионе кризе избјегло је из Херцеговине 358 особа. Један дио тих избјеглица трајно је остао у Црној Гори, јер су се плашили казненог поступка по повратку. Неки су тврдили у једном писму да су изгубили „сва добра” и да им повратка „нема никако”, те да им је краљ обећао приликом доласка у Никшић „по мало земље и редовну годишњу помоћ”.

### Исељавање у Србију
За разлику од Црне Горе, исељавање у Србију је било много интензивније, али никада није добило шире размјере. Оно се већим дијелом обављало у мањим таласима. Први такав талас наступа у источној Херцеговини, посебно у невесињском срезу, 1889. године, када се иселило у Србију 112 особа. Према извјештајима власти, исељавање је наступило под утицајем црногорских исељеника у Србију који су представили на „претјеран и замамљив начин српско гостопримство и планиране акције помоћи”. Исти извори кажу да се овај покрет за исељавање смирио већ сљедеће године, када су од црногорских исељеника стигле „депримирајуће вијести” о „мало завидној судбини Црногораца у Србији”. Сљедећи шири покрет исељавања у Србију захватио је опет источну Херцеговину 1902. године. Овај покрет, изазван у првом реду економским разлозима, добио је широке размјере, али је, захваљујући утицају српске опозиције у Босни и Херцеговини и српске владе, те мјерама аустро-угарских власти, које нису жељеле исељавање из политичких разлога, сведен у уске оквире. По званичном исказу Земаљске владе, до краја августа 1902. године иселило се из срезова Невесиње, Гацко и Љубиње укупно 129 лица.
Према расположивим изворима, нешто веће исељавање у Србију забиљежено је још 1906. и 1907. године, када се иселило 155, односно 140 лица. Након Балканских ратова повећано је интересовање за насељавање дијела Македоније који је припао Србији, али српска влада, како је извјештавала Окружна област Бања Лука, није давала тамо посједе босанским Србима, јер није жељела да тиме слаби српски елеменат у Босни и Херцеговини.

### Исељавање у друге европске земље
Тешки економски услови и скучене могућности насељавања у Србију и Црну Гору у два маха су, како показује расположива изворна грађа, помјериле интересовање сељака из Босне и Херцеговине за исељавање у Бугарску и Русију. То је без сумње био изузетак, наметнут силом прилика. Срески уред у Требињу извјестио је почетком октобра да су „сигнализиране тенденције исељавања у Бугарску” смириле, а да у срезовима Билећа, Невесиње и Столац нису прешле „стадијум договарања”, што је показао резултат од само 3 исељене породице са 11 чланова. Покрет за исељавање у Русију био је много шири. Њиме су захваћени 1900. године срезови Босански Нови, Дубица и Приједор. У покрету су учествовали највећим дијелом кметови притиснути економском биједом и подстакнути вијестима у могућност бесплатног добијања земље у Русији. У Русију су се упутиле 272 особе, претежно из Кнежпоља. Пошто нису имали средства за путни трошак, већина ових исељеника враћена је одмах из Београда и Земуна. Они многобројни, који су имали нешто више новаца, успјели су даље да одмакну, али не и да доспију у Русију, јер за тако далек пут нису им досегла средства. Тако је једна група од 33 исељеника притворена у Варшави, а затим враћена, пошто није имала трошак за даље путовање у Русију. Ови исељеници су изјавили аустроугарском генералном конзулу у Варшави да су се одлучили на сеобу зато што су у свом завичају морали земљопосједницима да дају трећину, након чега им није преостајало за живот готово ништа. Разлог због кога су се одлучили да се селе у Русију је био тај што им је то савјетовао предсједник општине Босански Нови.
Повратак бројних исељеника и невоље на које су наилазили снажно су утицали на смиривање овог покрета за исељавање. Томе је допринијела и српска опозиција, чији су припадници директно одвараћали појединце који су се одлучили на сеобу. У ту акцију укључио се и руски конзулат у Сарајеву, оповргавајући вијести о давању земље у Сибиру страним досељеницима. Имајући у виду ширину покрета и тешкоће око збрињавања повратника, и власти су одлучније гониле агитаторе. Све је то омогућило да се покрет заустави крајем 1900. године.

### Исељавање у друге прекоокеанске земље

#### Исељавање у Америку
Мало времена након стишавања овог покрета, наступа снажан покрет сеобе у Америку, који се у већем обиму испољава већ у јесен 1902. године. За разлику од исељавања у Србију и Црну Гору, чији је циљ био трајно напуштање завичаја читавих породица, одлазак у Америку, мотивисан добром и брзом зарадом, обухватио је појединце, који су рачунали на повратак. Због тога је административна процедура око њиховог одласка била другачија од процедуре примјењиване при трајном исељавању. У првом случају власти су само издавале пасоше, а у другом случају сертификате, којима се одобрава исељавање. Пошто војни обвезници нису могли добити пасоше, илегално су одлазили, а од власти су сматрани војним бјегунцима.
Први случајеви одласка у Америку регистровани су деведесетих година, а већ почетком 20. вијека та појава постаје масовна у Херцеговини и у Босанској Крајини. Према званичној статистици издато је било, 1902. и 1903. године, 1.135 пасоша.
Исељавање из Херцеговине у Америку вршено је преко далматинских лука, посебно Дубровника. С обзиром на високе трошкове пута, у пребацивање исељеника укључивале су се различите бродарске компаније и појединци, који су у томе нашли веома уносан посао. На томе је у Дубровнику радио бродски агент Божо Банац. Он је прибављао уз накнаду лажне пасоше онима који су илегално одлазили и објезбеђивао им возне карте уз обавјезу каснијег враћања с провизијом. Пасоше је набављао уз полог од 36 круна. Издавани су на лажна имена уз навођење да исељеници путују у Трст пословно. Одатле су путовали преко његовог агента у Авру. Исељеници који су путовали у Банчеву аранжману плаћали су по карти више 16 круна од легалних исељеника. Он је чак направио уговор са бјегунцима из Билеће у ком се обавјезао да ће им пружити помоћ, а они су заложили својим иметком да ће му издатке надокнадити зарађеним новцем у Америци. Банац се бавио и подстицајем исељавања преко својих агената, тако да су власти мислиле да он стоји иза цијелог покрета за исељавање у источној Херцеговини. Према извјештају среског уреда у Гацку фирма Банца је врбовала исељенике преко својих људи уз накнаду од 10 до 20 круна по особи. Она је имала у појединим мјестима у Херцеговини, па и у Гацку, „субагенте”. Један од њих, Ристо Билић, врбовао је по једном исказу од 1898. године до 1908. око 300 људи. Та је појава имала тако широке размјере да је дала повод среском уреду да закључи „да ни једном једином трговцу у Гацку и Автовцу нису чисте руке” у погледу исељавања у Америку и да претпостави да и српска штедионица у Гацку даје зајмове за исељавање. Таквим и сличним пословима бавиле су се и друге фирме и појединци. Један војни бјегунац изјавио је среском уреду у Гацку 1911. године да је од трговачке фирме вином „Сарић” из Дубровника, у којој је служио, добио бродску карту за Америку и 125 круна, с тим да у року од 2 године врати фирми 600 круна, о чему је закључен и уговор. Војни бјегунац Ђуро Гудељ из среза Требиње писао је свом оцу да је са неколико својих другова добио предујам из једне касе у Трсту, чије име није навео. Власти су претпоставиле да се ради о филијали велике фирме за исељавање „Majer et Comp.” из Хамбурга, за коју се знало да помаже исељенике, без обзира имају ли или не пасоше.
Илегални исељеници често су добијали пасоше од турског конзулата у Дубровнику. Намјесник у Задру је казао да су ти пасоши наплаћивани 20 круна, док је један бјегунац из Љубиња изјавио да је свој пасош за Америку прибавио од споменутог конзулата за 30 круна.
Војни бјегунци из Херцеговине у знатном броју су прелазили у Црну Гору и тамо добијали пасоше за Америку. То је задавало велику главобољу цивилним и војним властима у Босни и Херцеговини, које су због тога морале да пооштравају контроле граница према Црној Гори. Осим тога, аустроугарска дипломатија је вршила притисак на Цетиње да црногорске власти ускрате издавање пасоша војним бјегунцима и другим грађанима Босне и Херцеговине.
Исељеници из Босанске Крајине одлазе у прекоокеанске земље углавном преко Хрватске. И овдје су по вјешто разрађеној процедури компаније и појединци врбовали и пребацивали исељенике и на томе добро зарађивали. Како је то изгледало сасвим добро показује један извјештај среског уреда у Босанској Дубици. Према твом извјештају крајем 1912. и почетком 1913. године многи су људи тражили радне књижице уз напомену да желе да раде на изградњи жељезничке пруге у Лици и у различитим индустријским предузећима. Срески уред је удовољио тим захтјевима, поготово што је 1912. године била лоша жетва, па су бројни појединци били присиљени да траже зараду. Међутим, у то вријеме је у Босанској Дубици постојало заступништво аустријског бродарског акционарског друштва „Аустро-Американа” које се бавило превозом исељеника из Аустро-Угарске у Америку. Заступништво је предводио Милан Мисаљевић. Према прописима, он је био обавезан да са сваким путником закључи уговор и да један примјерак уговора достави среском уреду, али то ипак није чинио. Истрагом власти показало се да је са територије среза у Америку отишло око 400 људи, и то већином са радним књижицама и „обичним пропусницама”, врло често страним. Да би зауставило овакав незаконит одлазак, срески уред обуставио је издавање радних књижица. Али, доласком у заступништво Симе Прибићевића, људи су опет почели „на чете одлазити” и то тако што су прелазили у Хрватску, гдје их је на станици преузимао Прибићевић и предавао путничком бироу у Загребу. Даља истрага установила је да су Прибићевић и Мисаљевић отпремали људе у Америку без провере да ли они имају или не уредне путне документе. Мисаљевић је то чинио више из „глупости” и непознавања прописа, а Прибићевић потпуно намјерно, прибављајући сам пасоше и водећи људе тајно на станицу. У извјештају се даље наводи да је срески начелник путовао у јануару 1913. године у Загреб, да би од тамошње полиције сазнао о пребацивању људи из Босне у Америку. Речено му је да многи људи из Босне иду у Америку, али да хрватска полиција то не може ни на какав начин спријечити, јер за то нема никакав разлог. Што се тиче путовања без пасоша, добио је објашњење да су америчке власти одустале од строгих прописа о усељавању због тога што у Америци ради Балканских ратова влада оскудица радне снаге.
Овај извјештај употпуњује исказ високог функционера Земаљске владе у Сарајеву Франгеша, који је такође путовао у Загреб у мају 1913. године да би се информисао о исељавању из Босне преко Хрватске. Он је сазнао да је од 1. јануара до 28. марта 1913. године отпремљено преко исељеничког бироа у Загребу око 500 босанских исељеника са уредним путним исправама. Исељеници без пасоша, којих је било око 1.500, одлазили су у иностранство заобилазећи Загреб. Они су напуштали воз на посљедној станици пред Загребом, одлазили пјешице до станице Запрешић, а одатле настављали путовање возом у иностранство.
Један дио илегалних исељеника одлазио је и преко Мађарске. Команда осмог корпуса у Прагу извјештавала је средином октобра 1913. године да у посљедње вријеме „читаве чете” исељеника из Босне, Хрватске и Албаније пристижу на жељезничку станицу станицу у Егеру, одакле преко Бремена путују у Америку. Међу њима су били бројни војни обвезници, које је полиција у Егеру зауставила и враћала у Босну.
Ову масовну илегалну емиграцију у Америку власти су настојале да сузбију различитим административним мјерама. Земаљска влада у Сарајеву захтјевала је од аустријске и мађарске владе да лучке власти у Далмацији, Ријеци и Трсту спречавају укрцавање у бродове особа које немају уредне путне исправе. Излазећи у сусрет том захтјеву, мађарски министар и предсједник издали су налог да се босански исељеници без пасоша задржавају у Ријеци и предају босанско-херцеговачким властима. У Егер су упућена два „државна тајна полицајца” са задатком да зауставе неовлашћене исељенике. Власти у Котору откривале су војне бјегунце који су се скривали у унутрашњости бродова.
Све те мјере, међутим, нису дале очекиване резултате, јер су дубински разлози исељавања били економске и политичке природе, а они нису отклањани, док су административне мјере изиграване од уходане машинерије материјално заинтересованих за исељавање.
Колики је био укупан број Срба из Босне и Херцеговине који су селили у Америку за сада је на основу расположиве грађе немогуће тачно утврдити. Према званичним подацима издато је за Америку од 1902. до 1913. године 17.432 пасоша. По годинама, највише их је издато 1907. (6.116), 1906. (3.553), и 1912. (1.865), а најмање 1909. (26) односно 1910. (23). Иако су ти пасоши припадали у огромној већини Србима, ипак њихов број не може бити мјеродаван за утврђивање броја исељених Срба, једно с тога што су се исељавали илегално, а друго што су многи одустајали или су враћани због недостатка средстава за пут. Томе треба додати и оне који су са сертификатом трајно иселили. Њихов број је много мањи од оних који су се са пасошима упутили у Америку с намјером да тамо привремено бораве. Власти су таквих исељеника регистровале од 1903. до, закључно са 1912. годином, 586. Треба напоменути да се велики број привремено исељених или дуже задржао или трајно настанио у Америци. То показују подаци о исељеницима који су се налазили у Америци пред избијање Првог свјетског рата. Ти су подаци најцјеловитији у једном попису, рађеном из војно-политичких разлога за потребе аустроугарске администрације.
Попис је завршен септембра 1915. године, а подстакнут је вијестима аустроугарских дипломатских представништава у Сјеверној Америци о све чешћим појавама одласка добровољаца српске националности у Србију. Посланство у Вашингтону извјештавало је почетком 1915. године да се у том правцу врши жива агитација, чија је посљедица настанак јаког добровољачког покрета на челу са професором Михајлом Пупином. Посланик је сматрао да је то у супротности с прокламацијом предсједника Вилсона о неутралности САД-а у рату, па је у том смислу интервенисао код америчке владе, али је та интервенција остала без резултата. Конзулат у Питсбургу јавио је да је у Њујорк допутовао артиљеријски капетан Миодраг Стефановић, који се представио као делегат српске владе, који је овлашћен да за српску армију купи 200.000 опанака. Он обилази српске колоније и држи говоре о насиљима аустријске војске, тврдећи при томе да се Аустроугарска налази у фази распадања и да је дошло вријеме да се сруши.
Радећи сагласно овом принципу, аустријска влада је дозволила и ослободила царине на одећу и сав вунени материјал упућен из Енглеске за босанске избеглице. Међутим, у мађарској половини Монархије сасвим је другачије поступљено. У својој слепој мржњи према Словенима, чија евентуална слобода угрожава опстанак мађарске доминације, Мађари су, изгледа, потпуно заборавили на тај принцип. Нећу казати да нису примили традицију цивилизованих нација, али они не поштују ни најосновније принципе хуманости. Већ су моји читаоци упознати како су у ово доба мађарски официри и службеници равнодушно посматрали набијања на колац и друга турска зверства, која су случајно посматрали енглески путници. Међутим, моји читаоци не знају нешто друго. Оног дана кад су нова турска зверства, од којих сам већ нека приказао, довела нове групе босанске раје преко мађарске границе, преко Новога и даље, оно мало стоке што су ови избегли бескућници успели повести, мађарски службеници су запленили под изговором да је то раја покрала од Турака! И супротно примеру у аустријском делу Монархије и упркос најхитнијих представки и преклињања мађарска влада опет настоји да извуче и последњи новчић од ових голих и напуштених просјака на рачун неке заштитне тарифе!— Сер Артур Еванс, Босна под мађарском лупом
Бојазан од ширења добровољачког покрета и јачања акција међу исељеницима на прикупљању помоћи Србији упућују босанско-херцеговачку управу на успостављање ефикасније контроле над њима и сузбијање њиховог непријатељског рада против Монархије. Због тога је Земаљска влада наредила да се попишу сви мушкарци православне вјере из Босне и Херцеговине који бораве у Америци. Попис је показао да их је укупно било 11.157. На бази овог пописа штампан је списак имена који је имао да се достави свим дипломатским представништвима у Америци и органима сигурности у Босни и Херцеговини. На списку се нашло укупно 9.086 имена, нешто мање од споменутог пописа. Како је настала та разлика нема података. Али, без обзира на ту разлику, сигурно је да су наведене бројке приближно једнаке укупном броју Срба из Босне и Херцеговине у Америци пред избијање Првог свјетског рата. С обзиром на чињеницу да су се многи враћали након краћег или дужег боравка, укупан број босанско-херцеговачких Срба који су се селили у Америку морао је бити већи од броја оних који су се затекли тамо пред сам рат. Тај број могао би да се креће, према издатим пасошима и неким другим подацима, до 20.000.
Исто тако за сада се не може утврдити ни тачан број босанско-херцеговачких Срба који су се иселили у Србију и Црну Гору. Аустријске власти почињу да воде статистику исељавања тек од 1883. године. У званичним извјештајима Земаљске владе о управи Босне и Херцеговине уопште се не спомиње исељавање Срба до те године, иако се зна да су се исељавали у већем броју одмах иза окупације и након устанка у Херцеговини 1882. године. Према истим извјештајима иселиле су се, од 1883. до 1913. године, 3.374 особе. У ту бројку урачунати су исељеници у Србију и Црну Гору, којих је било највише, као и они који су се иселили у Америку с намјером да тамо остану трајно. Сви исељеници разврстани су у двије категорије. Једну, много већу, чинили су овлашћени, а другу, мању, неовлашћени. Први су се исељавали уз одобрење власти, а други илегално. О првима су власти водиле прецизну евиденцију, док подаци о броју других нису увијек поуздани нити су прикупљани за све године. Ако се то има у виду, наведена бројка морала би била већа, али се она не може утврдити због недостатка одговарајуће изворне грађе. Додају ли се томе и исељеници од 1878. до 1883. године, за које такође нема тачних података, онда би се могло претпоставити да је број исељених Срба до Првог свјетског рата, урачунавајући ту и исељенике у Америку, које су власти сматрале привремено исељеним, износио око 30.000. Пејановић, међутим, процјењује да се од 1878. до 1918. године иселило само из политичких разлога 30.000 до 40.000, што треба узјети са резервом, јер расположива изворна грађа указује на то да је та процјена ипак претјерана.
Према социјалној структури, основну масу исељеника су чинили кметови и сиромашни слободни сељаци. У 1889. години из среза Невесиње се иселило 12 породица кметова са 82 особе. У среском уреду Невесиње изјавили су да се селе због „великог сиромаштва и лоше године”. Све породице српских исељеника 1900. године, којих је било 101 са 262 мушке и 235 женских особа, биле су у кметском односу. Често се дешавало да овај сиромашни свијет није могао да добије дозволу за исељавање због недостатка средстава за пут. При издвајању одобрења за исељавање, власти су тражиле доказ о посједовању тих средстава и онима који га нису имали ускраћивано им је одобрење. Та је пракса уведена да би се умањио број случајева повратка исељеника, чије је збрињавање задавало озбиљне потешкоће. Због тога се дешавало да се у појединим годинама одбије много више захтјева него што се изда одобрења. Тако је на пример од 1. јануара до 30. септембра 1900. године одбијено 528 захтјева, док су издата само 74 одобрења. Па и они који су добијали одобрење располагали су минималним новчаним средствима, често много мањим од муслиманских исељеника. Просјечна готовина српских исељеника износила је по особи 1911. године 122 круне, а 1912. године 86 круна, а муслиманских 273, односно 411 круна. Исељавање овако сиромашног свијета власти не сузбијају, јер у томе виде могућност ослобађања од елемента склоног социјалним немирима. Срески уред у Невесињу одобрава исељавање већ споменутим кметским породицама пошто је „очигледно корисно ослободити се осиромашених и незадовољних фамилија”. Земаљска влада је сматрала да се не треба супроставњати покрету за исељавање сељака из Кнежпоља, јер је то сиромашан и немиран елеменат.
Жаришта исељавања у Америку, источна Херцеговина и Босанска Крајина, најбоље показују да се исељавао социјално најугроженији елеменат. То су области, као што је познато, оскудне са обрадивом земљом, а уз то ду биле и пренасељене. Осим тога, у Босанској Крајини били су посебно заоштрени аграрни односи. Све је то условило снажан исељенички покрет у Америку, претежно у САД. Пред Први свјетски рат у Америци је било преко 1.000 исељеника из једног среза (Босанска Крупа, Босански Петровац), док их је из више срезова потицало од 400 до близу 1.000 исељеника (углавном из Билеће), који је понегдје достизао и бројку од преко 50%.
Исељеници у Америку били су великим дијелом кметови. Они су узимали зајам од пословних људи да би се откупили, а затим су, да би дуг вратили, слали своје синове или сами одлазили у Америку. Тако су исплаћивали дуг и постајали слободни сељаци. То је одговарало и земљопосједницима, јер су исељеници били добре платише, што показује и релативно висок прилив исељеничког новца. Према статистичким подацима у требињски крај је годишње пристизало је 200.000 до 300.000 круна, док је у срез Босанску Крупу пристигло за првих десет мјесеци 1903. године 170.000 круна.
Овим новцем се мијењала социјална структура села, али он је коришћен и као допунски приход за подмиривање других потреба. То је била, свакако, позитивна страна овог исељавања. Томе треба додати и утицај повратника на околину у погледу боље обраде земље, рационалнијег улагања новца, више културе становања и друго.
С друге стране, ове позитивне посљедице потирали су гори ефекти исељавања које је уочавала и аустријска управа. У Америку се иселио највиталнији дио мушког становништва и у најбољој старосној доби. По годинама старости највише је исељеника било од 20 до 40 година, док су само ријетки појединци прелазили 50 година. Одлив такве радне снаге доводио је до занемаривања и опадања пољопривредне производње. То се уједно одразило на депопулацију појединих средина јаче захваћених исељавањем. У политичком погледу исељавање је представљало винил за одлив из земље незадовољних, што је потпомагало стабилизацију управе и слабило опозицију.